# Marcin Stolarski
Marcin Tomasz Stolarski (ur. 4 stycznia 1996 w Warszawie) – polski pływak specjalizujący się w stylu klasycznym, mistrz i rekordzista Polski w konkurencji 100 m stylem klasycznym.

## Kariera pływacka
Podczas mistrzostw świata w Kazaniu w 2015 na dystansie 50 m żabką był trzydziesty drugi (28,22). W konkurencji 100 m stylem klasycznym z czasem 1:01,98 zajął 33. miejsce. Na 200 m żabką uzyskał czas 2:15,47 i uplasował się na 35. pozycji. Stolarski płynął również w sztafecie 4 × 100 m stylem zmiennym, która w eliminacjach ustanowiła nowy rekord Polski (3:33,50), a w finale zajęła ósme miejsce.
W maju 2016 roku na mistrzostwach Polski w Szczecinie pobił rekord kraju w konkurencji 100 m żabką (1:00,24).
Trzy miesiące później, podczas igrzysk olimpijskich w Rio de Janeiro zajął 29. miejsce na dystansie 100 m stylem klasycznym (1:01,06). Brał też udział w wyścigu sztafet 4 × 100 m stylem zmiennym. Polacy z czasem 3:35,18 nie zakwalifikowali się do finału i uplasowali się na 12. pozycji.
W 2017 roku na mistrzostwach świata w Budapeszcie w konkurencji 50 m stylem klasycznym z wynikiem 27,73 s zajął 25. miejsce. Na dystansie dwukrotnie dłuższym uzyskał czas 1:00,79 min i został sklasyfikowany na 27. pozycji.